# Samet Aybaba
Samet Aybaba, né le 2 mars 1955 à Osmaniye, est un footballeur puis entraîneur turc. Il évolue au poste de défenseur de la fin des années 1970 à la fin des années 1980. Il effectue toute sa carrière au Beşiktaş avec qui il remporte le championnat de Turquie en 1982 et 1986.
Devenu entraîneur, il dirige de nombreuses équipes turques. 

## Palmarès
Comme joueur, il remporte avec le Beşiktaş le championnat de Turquie en 1982 et 1986 ainsi que la Supercoupe de Turquie en 1986, la Coupe du chancelier en 1977 et 1988 et la Coupe TSYD en 1983 et 1984.
En tant qu'entraîneur, il remporte la Coupe de Turquie en 2001 avec Gençlerbirliği et en 2003 avec Trabzonspor.